# Mythimna hackeri
Mythimna hackeri är en fjärilsart som beskrevs av Márton Hreblay och Shin-Ichi Yoshimatsu 1992. Mythimna hackeri ingår i släktet Mythimna och familjen nattflyn. Inga underarter finns listade i Catalogue of Life.